# Cushman, Arkansas
Cushman là một thành phố thuộc quận Independence, tiểu bang Arkansas, Hoa Kỳ. Năm 2010, dân số của thành phố này là 452 người.

## Dân số
- Dân số năm 2000: 461 người.
- Dân số năm 2010: 452 người.